# 李虛中
李虚中（761年—813年），字常容，河南府洛阳县（今河南省洛阳市东）人，祖籍陇西郡狄道县（今甘肃省定西市临洮县），出自陇西李氏仆射房，是北魏尚书仆射李冲的十一代孙，温县县尉李恽第六子。唐朝命理学人士，中国古代八字命理学的宗师。

## 生平
李虛中相傳為中國干支祿命法鼻祖，即由七政占星學過渡到八字算命學的關鍵人物。

## 家庭

### 父母
- 李恽，温县县尉
- 河东薛氏，陈留郡太守薛江童之女

### 夫人
- 范阳卢氏，郑滑节度使兼御史大夫卢群之女

### 子女
- 李初
- 李彪
- 李还
- 李球

## 著作
《李虛中命書》三卷，是從永樂大典析出，舊本題鬼谷子撰，唐李虛中注。根據和《五行精紀》的比對，上卷有一部份是抄自《五行精紀》卷十四引用李虛中的話，但也抄錄了一大段別處命書的論述，中、下卷的許多內容都來自《五行精紀》的《鬼谷子遺文》（標為鬼谷子撰，李虛中注），並且存在正文註釋相互混淆、訛字、衍文、文字竄入等問題。

## 三柱、四柱爭議
世傳兩種說法。李虛中創干支祿命法，推算人命，只用出生年月日三柱干支（朱翌《猗覺寮雜記》、閻若璩 《潛邱箚記》、 《四庫全書總目提要》等）。另一說法則認為李虛中用齊年月日時四柱，與今無異（洪适《盤洲集》、紀昀《槐西雜志》、余嘉錫《四庫提要辯證》等）。
《昌黎文集》:「虛中字常容，魏侍中李沖八世孫。進士及第。元和中官至殿中侍御史。後世傳星命之學者，皆以虛中為祖。愈《墓誌》中所云，最深五行書，以人之始生年、月、日所值日辰干支，相生、勝、衰、死，王、相斟酌，推人壽夭、貴賤、利不利，輒先處其年時，百不失一二者是也。」
上文提及虛中之法以人之始生年月日所值日辰干支，有人以辰為時辰，有人以日為干辰為支，故有此諍。

## 参阅
- 周易